# Dörflingen
Dörflingen est une commune suisse du canton de Schaffhouse.

## Géographie

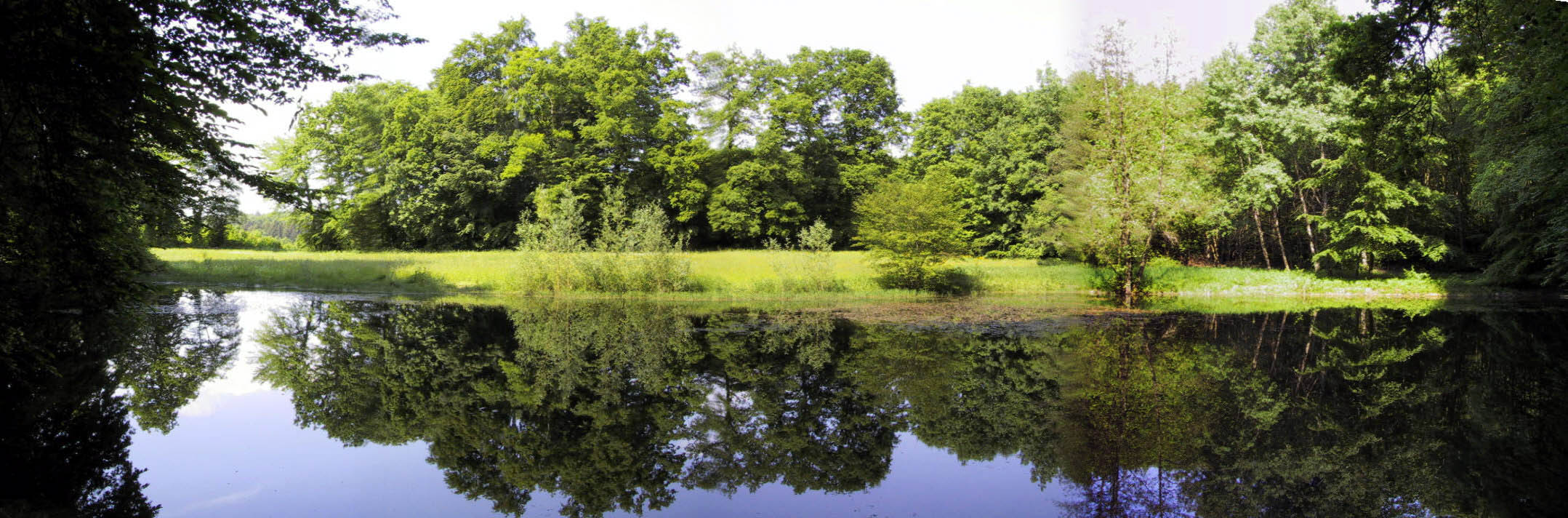
Le Seeli, un étang entre Dörflingen et Randegg.

Vue aérienne (1953).

Selon l'Office fédéral de la statistique, Dörflingen mesure 5,82 km2.

## Démographie
Selon l'Office fédéral de la statistique, Dörflingen compte 802 habitants en 2008. Sa densité de population atteint 137 hab./km2.
Le graphique suivant résume l'évolution de la population de Dörflingen entre 1850 et 2008 :

Dörflingen vue de Buck.